# The Michael J. Fox Show
The Michael J. Fox Show fue una serie de televisión estadounidense, protagonizada por Michael J. Fox. Se estrenó en la NBC en los Estados Unidos el 26 de septiembre de 2013, como parte de la temporada televisiva americana 2013-14, y se transmite los jueves 9:30 / 8:30 c después de la nueva serie Sean Saves the World.
Michael J. Fox hace su regreso a la televisión por primera vez desde que estaba en Spin City, por ABC. También es su segunda serie en NBC, en donde apareció en la sitcom Family Ties desde 1982 hasta 1989 caracterizando a Alex P. Keaton.
La serie fue cancelada en el capítulo 19 de 22 por la baja audiencia.

## Argumento
Después de ser diagnosticado con la enfermedad de Parkinson, Mike Henry tuvo que renunciar a su carrera como presentador de noticias de WNBC de Nueva York y centrarse en su salud y su familia. Cinco años más tarde, Mike decide volver al trabajo y se debate entre la vida familiar y profesional.

## Reparto y personajes
- Michael J. Fox como Michael "Mike" Henry.
- Betsy Brandt como Annie Henry, esposa de Mike.
- Juliette Goglia como Eve Henry, hija de Mike y Annie.
- Conor Romero como Ian Henry,  hijo mayor de Mike y Annie.
- Jack Gore como Graham Henry, hijo menor de Mike y Annie.
- Katie Finneran como Leigh Henry, hermana de Mike.
- Wendell Pierce como Harris Green, jefe y mejor amigo de Mike.
- Ana Nogueira como Kay Costa, productora de Mike.

## Desarrollo y producción
En agosto de 2012, la NBC decidió que se llevará a cabo la serie. 

## Recepción de la crítica
La serie recibió críticas mixtas de los críticos. Se le llamó uno de los seis mejores nuevos shows de la temporada 2013-2014 por Entertainment Weekly, mientras que The New York Times encontró el espectáculo claramente sin gracia.

## Premios y nominaciones
En junio de 2013, la serie fue galardonada, junto con otras cinco, por Critics' Choice Television Award como la nueva serie más emocionante.